# Волингфорд (Оксфордшир)
Волингфорд (енгл. Wallingford) је град у Оксфордширу на југоистоку Енглеске. Налази се на реци Темзи. Према попису из 2011. било је 11.600 становника.